# Бабуся (фільм)
Бабуся (англ. The Granny) — американський фільм 1995 року.

## Сюжет
У Келлі була стара бабуся. Всі члени сімейства, крім Келлі, з нетерпінням чекали, коли бабця помре, залишивши величезний спадок. Однак, померши, вона воскресає в образі кровожерного вбивці.

## У ролях
- Стелла Стівенс — бабуся
- Шеннон Віррі — Келлі
- Лука Берковічі — Неймон Амі
- Брант фон Хоффман — Девід
- Сенді Хелберг — Альберт
- Патриція Старджес — Андреа
- Хезер Елізабет Пархурст — Антуанетта
- Райан Боллман — Джуніор
- Саманта Хендрікс — Емі
- Джозеф Бернард — містер Седлер
- Тереза Ганзел — Лінн
- Ден Ворен — Ленні
- Кендрік Вольф — доктор Харді
- Тайрус — Тайрус
- Ентоні Гікокс — Фрідріх
- Лінн Туфелд — Френні
- Патрік Кілпатрик — Батько
- Естер Рихман — Мати
- Джанель Параді — Меггі
- Дон Фріман — детектив